# Ajfanes
Ajfanes (lat. Aiphanes) je rod palmi smjšten u tribus Cocoseae. Postoji 32 vrste koje rastu po tropskoj Americi, uključujući Privjetrinske otoke i neke otoke u Velikim Antilima.

## Vrste
1. Aiphanes acanthophylla (Mart.) Burret
2. Aiphanes acaulis Galeano & R.Bernal
3. Aiphanes argos R.Bernal, Borchs. & Hoyos-Gómez
4. Aiphanes bicornis Cerón & R.Bernal
5. Aiphanes buenaventurae R.Bernal & Borchs.
6. Aiphanes chiribogensis Borchs. & Balslev
7. Aiphanes concinna H.E.Moore
8. Aiphanes deltoidea Burret
9. Aiphanes duquei Burret
10. Aiphanes eggersii Burret
11. Aiphanes erinacea (H.Karst.) H.Wendl.
12. Aiphanes gelatinosa H.E.Moore
13. Aiphanes graminifolia Galeano & R.Bernal
14. Aiphanes grandis Borchs. & Balslev
15. Aiphanes hirsuta Burret
16. Aiphanes horrida (Jacq.) Burret
17. Aiphanes killipii (Burret) Burret
18. Aiphanes leiostachys Burret
19. Aiphanes lindeniana (H.Wendl.) H.Wendl.
20. Aiphanes linearis Burret
21. Aiphanes macroloba Burret
22. Aiphanes minima (Gaertn.) Burret
23. Aiphanes multiplex R.Bernal & Borchs.
24. Aiphanes parvifolia Burret
25. Aiphanes pilaris R.Bernal
26. Aiphanes simplex Burret
27. Aiphanes spicata Borchs. & R.Bernal
28. Aiphanes tricuspidata Borchs., M.Ruíz & Bernal
29. Aiphanes truncata (Brongn. ex Mart.) H.Wendl.
30. Aiphanes ulei (Dammer) Burret
31. Aiphanes verrucosa Borchs. & Balslev
32. Aiphanes weberbaueri Burret